# 陳以桐
陳以桐（英文：Jason Chen， 1988年11月12日—），臺灣裔美國歌手，出生於美國麻薩諸塞州波士頓，成長於美國加利福尼亞州洛杉磯郡Arcadia。陳以桐的綽號為節省錢，原為Youtube上的翻唱紅人，近年來則是以推出自己的原創歌曲及專輯為主。截至2018年6月初，陳以桐的Youtube主頻道已有174萬人訂閱，及超過3.8億次的總點閱數。

## 背景
陳以桐1988年出生於美國波士頓，但出生幾個月後，舉家搬往加州洛杉磯郡Arcadia。
有一小他三歲半的弟弟Jonathan。
高中就讀Arcadia High School，大學畢業於加州大學洛杉磯分校經濟系。
陳以桐雖然在美國長大，但其中文程度不錯，十分流利，能用中文在網路上與粉絲互動，他歸功於父母在他小時候有逼他學中文。
陳以桐的母親為鋼琴老師，因此自小接受音樂薰陶的陳以桐精通多項樂器，鋼琴、吉他和小提琴等 (陳以桐自6歲就開始學小提琴)
陳以桐直到18歲的時候才發現自己會唱歌，開始唱歌的契機則是為了邀請當時心儀的女孩參加學校的舞會。
陳以桐2010年大學畢業後曾短暫當過將近一年的會計師，但是因為熱愛音樂而辭職專職從事音樂。

## 音樂生涯
陳以桐2007年大學時期開始在Youtube上傳自己的翻唱影片，起初迴響不大，直到2010年影片開始在網路上迅速竄紅。
其後也常與其他知名的網路翻唱歌手合作如Joseph Vincent, Tiffany Alvord, Megan Nicole,Megan Lee，在歌曲MV中也常有其他Youtuber的參與。
陳以桐後來憑藉著天賦和良好的音樂造詣加上網路上的高人氣，在2011年發行了首張個人原創專輯"Gravity"，此專輯裡頭共有11首原創曲目，其中一首為中文。另外在2013年發行了兩張原創專輯分別為"Never for Nothing" 和"What If Acoustic"。
陳以桐也特別的在個人網站放上了翻唱中文歌曲的免費Mixtape以供下載，目的是為了推廣及凝聚亞裔美籍對於娛樂產業的支持及向心力。
陳以桐目前常在北美洲各大學演出，也曾到過中國大陸、台灣、馬來西亞、澳洲、新加坡、西班牙、義大利等國家和地區演出。

## 個人原創專輯
- "Gravity" [7]

2011年12月20號發行，內有11首歌曲，一首中文(Best Friend)
- "Never for Nothing" [8]

2013年4月15號發行，內有11首歌曲
- "What If Acoustic" [9]

2013年11月26號發行，內有9首歌曲
- "Glass Heart" [10]

2014年12月19號發行，內有12首歌曲
- "Smile For The Camera" [11]

2016年12月16號發行，內有12首歌曲
- "Ups and Downs"

2018年12月21號發行，內有5首歌曲

## 外部連結
- 官方網站
- Facebook：Jason Chen Music （页面存档备份，存于）
- Instagram：jasondchen （页面存档备份，存于）
- MusicNeverSleep （页面存档备份，存于）   陳以桐的YouTube頻道